# دانشنامه فلسطین
دانشنامۀ فلسطین یا دائرة المعارف فلسطین یک دانشنامه است که هدف آن ارائه تاریخ، زمین، مردم، علت و مبارزه فلسطین است. این دائرةالمعارف عربی شامل ۱۱ جلد است که اولین بار در سال ۱۹۸۴ منتشر شد.

## شرح
دائرةالمعارف فلسطین محصول کار سازمان آزادیبخش فلسطین و سازمان آموزشی، فرهنگی و علمی اتحادیه عرب است. تأسیس آن توسط احمد المرعشلی انجام شده است. ایده تأسیس دانشنامه به سال ۱۹۷۳ برمی‌گردد و بخش اول آن در سال ۱۹۸۴ و بخش دوم در سال ۱۹۹۰ منتشر شد، بخش سوم هنوز در حال آماده‌سازی است. بیش از ۲۰۰ محقق عرب و فلسطینی از جهان عرب در نوشتن دائرةالمعارف شرکت کردند که تحت نظارت هیئت مشورتی که شامل هیئت علمی روشنفکران، محققان و دانشگاهیان از بیشتر کشورهای عربی است.
بخش اول شامل چهار جلد بترتیب حروف الفبا است، در حالی که بخش دوم به مطالعات خاص اختصاص دارد که در هفت جلد مربوط به مطالعه جغرافیایی، مطالعات تاریخی، مطالعات تمدن و مطالعات امور فلسطینی اختصاص پیدا می‌کند.
تمام پوشه‌ها به صورت رایگان از وب سایت دائرةالمعارف یا از وب سایت آرشیو قابل دسترسی است.